# 構成的場の理論
数理物理学における、構成的(constructive)場の理論(constructive quantum field theory)は、場の対象が場の量子論のモデルの存在を確立するような理論である。そのような定理は1960年代と197年代に 2次元と 3次元の時空内の場の量子論のモデルとして、ジェームズ・グリム(James Glimm)、アーサー・ジャフェ(Arthur Jaffe)、イルヴィング・セーガル(Irving Segal)、エドワード・ネルソン(Edward Nelson)他の論文で証明された。しかし、構成的場の量子論の主要な目標である 4次元時空内の非自明な場の量子論のモデルの存在へは、届かなかった。同じ頃、理論物理学者の学会では、現代の人工的な場の量子論のモデルのは単に基本的な理論というより、有効理論であると信じられるようになった。数学的な状況は、実用性に乏しく、感心が失われてきている。